# ドリームキャッチャー (映画)
『ドリームキャッチャー』（Dreamcatcher）は、2003年公開のアメリカ映画。スティーヴン・キングの同名小説の映画化作品。

## 概要
スティーヴン・キングの『IT イット』『スタンド・バイ・ミー』『トミーノッカーズ』といった作品群をごちゃ混ぜにし、軍内部の対立も描いたバディ・SFホラーアクション。
キングは「私のホラー小説の映画化された中で、本作は最高の出来だ」とDVDに収録されているインタビューで語っている。

## キャスト
※括弧内は日本語吹替
- アブラハム・カーティス大佐 - モーガン・フリーマン（池田勝）
- ヘンリー・デブリン博士 - トーマス・ジェーン（楠大典）
- ジョー・"ビーバー"・クラレンドン - ジェイソン・リー（坂東尚樹）
- ゲイリー・"ジョーンジー"・ジョーンズ - ダミアン・ルイス（大滝寛）
- ピート・ムーア - ティモシー・オリファント（佐久田修）
- オーウェン・アンダーヒル指揮官 - トム・サイズモア（山路和弘）
- ダグラス・"ダディッツ"・カヴェル - ドニー・ウォールバーグ（岩崎ひろし）
- バリー・ネイマン - C・アーネスト・ハース（茶風林）

## 評価
レビュー・アグリゲーターのRotten Tomatoesでは180件のレビューで支持率は28%、平均点は4.80/10となった。Metacriticでは38件のレビューを基に加重平均値が35/100となった。